# Distretto di Carhuanca
Il distretto di Carhuanca è uno degli otto distretti della provincia di Vilcas Huamán, in Perù. Si trova nella regione di Ayacucho e si estende su una superficie di 56,91 chilometri quadrati.

Ha per capitale la città di Carhuanca e nel censimento del 2005 contava 1.201 abitanti.